# Saint-Péravy-la-Colombe
Saint-Péravy-la-Colombe és un municipi francès, situat al departament del Loiret i a la regió de Centre – Vall del Loira. L'any 2007 tenia 622 habitants.

## Demografia

### Població
El 2007 la població de fet de Saint-Péravy-la-Colombe era de 622 persones. Hi havia 219 famílies, de les quals 40 eren unipersonals (20 homes vivint sols i 20 dones vivint soles), 68 parelles sense fills, 107 parelles amb fills i 4 famílies monoparentals amb fills.
La població ha evolucionat segons el següent gràfic:
Habitants censats

### Habitatges
El 2007 hi havia 257 habitatges, 227 eren l'habitatge principal de la família, 10 eren segones residències i 20 estaven desocupats. 252 eren cases i 5 eren apartaments. Dels 227 habitatges principals, 187 estaven ocupats pels seus propietaris, 34 estaven llogats i ocupats pels llogaters i 6 estaven cedits a títol gratuït; 1 tenia una cambra, 7 en tenien dues, 28 en tenien tres, 52 en tenien quatre i 139 en tenien cinc o més. 210 habitatges disposaven pel capbaix d'una plaça de pàrquing. A 64 habitatges hi havia un automòbil i a 148 n'hi havia dos o més.

### Piràmide de població
La piràmide de població per edats i sexe el 2009 era:
| Homes | Edats   | Dones |
| ----- | ------- | ----- |
| 0     | 95 o +  | 4     |
| 0     | 90 a 94 | 4     |
| 4     | 85 a 89 | 4     |
| 4     | 80 a 84 | 8     |
| 4     | 75 a 79 | 8     |
| 12    | 70 a 74 | 8     |
| 12    | 65 a 69 | 24    |
| 4     | 60 a 64 | 4     |
| 8     | 55 a 59 | 4     |
| 20    | 50 a 54 | 8     |
| 20    | 45 a 49 | 24    |
| 28    | 40 a 44 | 28    |
| 36    | 35 a 39 | 16    |
| 36    | 30 a 34 | 36    |
| 0     | 25 a 29 | 20    |
| 28    | 20 a 24 | 12    |
| 4     | 15 a 19 | 28    |
| 32    | 10 a 14 | 32    |
| 16    | 5 a 9   | 40    |
| 24    | 0 a 4   | 20    |

## Economia
El 2007 la població en edat de treballar era de 410 persones, 334 eren actives i 76 eren inactives. De les 334 persones actives 309 estaven ocupades (164 homes i 145 dones) i 25 estaven aturades (11 homes i 14 dones). De les 76 persones inactives 26 estaven jubilades, 29 estaven estudiant i 21 estaven classificades com a «altres inactius».

### Ingressos
El 2009 a Saint-Péravy-la-Colombe hi havia 234 unitats fiscals que integraven 662,5 persones, la mediana anual d'ingressos fiscals per persona era de 20.181 €.

### Activitats econòmiques
Dels 13 establiments que hi havia el 2007, 1 era d'una empresa alimentària, 1 d'una empresa de fabricació d'altres productes industrials, 3 d'empreses de construcció, 1 d'una empresa de comerç i reparació d'automòbils, 5 d'empreses de transport, 1 d'una entitat de l'administració pública i 1 d'una empresa classificada com a «altres activitats de serveis».
Dels 4 establiments de servei als particulars que hi havia el 2009, 1 era un taller de reparació d'automòbils i de material agrícola i 3 lampisteries.
L'únic establiment comercial que hi havia el 2009 era una fleca.
L'any 2000 a Saint-Péravy-la-Colombe hi havia 18 explotacions agrícoles que ocupaven un total de 1.716 hectàrees.

## Equipaments sanitaris i escolars
El 2009 hi havia una escola elemental integrada dins d'un grup escolar amb les comunes properes formant una escola dispersa.

## Poblacions més properes
El següent diagrama mostra les poblacions més properes.